# Sufflör
Sufflör är ett yrke inom teater och opera, en person som bistår skådespelare/sångare med texthjälp under repetition och föreställning, om dessa glömmer bort sina repliker/sångtexter. Detta kallas att sufflera.
Sufflören i ett operahus ger behövande sångare de första orden i varje fras ett par sekunder före frasens början. Suffleringen mimas tyst eller sägs högt med halvröst, förhoppningsvis hörbart endast på scenen. Operasufflören har alltså en något annorlunda uppgift än talteaterns sufflör, som bistår med textfragment om någon kommer av sig på scenen.
Sufflören håller traditionellt till i ett trångt utrymme under scen vid mitten av scenens framkant (ovanför orkesterdiket). Utrymmet döljs för publiken av en liten upphöjd påbyggnad; detta kallas sufflörlucka. De är då alltså endast synliga för sångarna/skådespelarna på scenen. Tekniska landvinningar har möjliggjort luftväxling och små bildskärmar, bland andra tekniska förbättringar, för att underlätta deras arbete. Numera sitter teatersufflörer ofta i stället på en stol med publiken i teatersalongen.
Sufflören bevistar alla repetitioner, för att märka ut alla justeringar eller förtydliganden i manuskriptet eller partituret, och är behjälpliga med en skådespelares/sångares förberedelser för rollen. De håller låg profil, och i programböckerna för opera är de oftast endast nämnda under "musikalisk instudering" eller liknande.
En liknande yrkesfunktion finns inom film och TV-teater, men de kallas då scripta.

## Trivia
Att sufflera kan vara mycket svårt. Den amerikanske sufflören Philip Eisenberg har berättat om en föreställning med den kända operasångerskan Maria Callas, där hon ansåg sig behöva ljudligare sufflering. Den famösa divan svepte ner i en nigning mitt för sufflörsboxen och, mitt i rörelsen, utan att publiken kunde notera det, på italienska väste fram kommandot "più forte!" (högre!) till sufflören.